# Sodobar
Sodobar je výrobník sodové vody, který pracuje na principu chlazení a směšování vody s CO2 pod tlakem. Výkonné čerpadlo dokáže při vstřikování vody malou tryskou do speciálních válců, ve kterých je CO2, vyvinout tlak vysoko přes 20 atm. Díky tomuto dochází k nucenému rozbíjení vstřikované vody do podchlazeného prostředí tzv. saturačního válce (saturace – směšování) o stěny válce a navázání molekul CO2 na H2O.
Poskytování ochranných nápojů patří mezi povinnosti zaměstnavatele vůči zaměstnancům (tyto povinnosti jsou rámcově uloženy v zákoníku práce). Výrobníky sody však nacházejí uplatnění nejen v rámci pitného režimu pro zaměstnance, ale také v kancelářích, jídelnách, vysokoškolských menzách, nemocnicích, domovech důchodců a školách a mnoha dalších. 